# Claudio Randrianantoanina
Claudio Randrianantoanina (ur. 28 lipca 1987 w Paryżu) – madagaskarski piłkarz grający na pozycji pomocnika w drużynie rezerw klubu US Créteil-Lusitanos. Posiada także obywatelstwo francuskie.